# لودينغهاوزن
لودينغهاوزن (بالألمانية: Lüdinghausen) هي بلدة ألمانية تقع في ألمانيا في كوسفلد.[بحاجة لمصدر]  يقدر عدد سكانها بـ 24,298 نسمة .

## المدن التوأمة
مدن Taverny و نيسا هي مدن توأمة لـلودينغهاوزن.

## أعلام
- هولغر بلوم